# Фламинио дель Турко
Фламинио дель Турко (итал. Flaminio Del Turco; Сиена — 1634, Сиена) — итальянский архитектор и скульптор периода барокко.

## Биография
О времени рождения художника известно немного, но о семье сведений достаточно. Отец Джироламо был известным скульптором в Сиене, а некий Бернардино Дель Турко, каменщик, был известен ещё в предыдущем столетии. У Фламинио было две сестры, Олимпия и Изабелла (конфирмация обеих в 1573 году), и брат Алессандро, ювелир. Мы знаем, что Олимпия умерла в 1585 году, Алессандро в 1625 году, а Камилла в 1650 году, в то время как её родители скончались в 1584 году, а его жена Катарина в 1594 году. Согласно различным источникам, Джироламо, благодаря своим способностям, привлекался для оценки стоимости скульптурных работ, для разрешения открытых вопросов, а также для создания скульптур, главным образом для церковных алтарей.
Начиная с 1581 года Фламинио дель Турко активно работал как скульптор и архитектор. Его известность, прежде всего, связана со строительством церкви Санта-Мария-ин-Провенцано в Сиене, изначально порученным дону Дамиано Скифардини из Чертозы-ди-Фьоренца, но, учитывая расстояние и проблемы, возникшие на этапе проектирования, заказ был передан дель Турко. Работы начались в августе 1595 года. После того как были выявлены трудности строительства, связанные с фундаментом, Фламинио решил изменить местоположение церкви. После утверждения окончательного проекта работы начались, и 16 октября 1611 года церковь была освящена, хотя она оставалась «открытой строительной площадкой» ещё несколько лет, учитывая, что главный алтарь был построен только в 1617 году, а последний платёж был получен десять лет спустя, в 1627 году. В 1929 и 1930 годах Фламинио дель Турко построил алтари Пикколомини и Боргези.
Благодаря приобретённой известности Фламинио в 1614 году приступил к строительству церкви Святых Петра и Павла в Контрада делла Кьоччола (один из семнадцати исторических районов Сиены) и церкви Санта-Лючия, возведённой в 1653 году в Монтепульчано, проект которой, разработанный в 1633 году, приписывается дель Турко.
Многие биографы и историки упоминают о многочисленных алтарях, созданных Фламинио как скульптором, хотя достоверных источников мало. Во всяком случае, Энцо Карли в книге «Искусство в Масса-Мариттима» (1976) отзывается о нём как о лучшем сиенском архитекторе своего времени и одном из самых одаренных скульпторов.
Фламинио Дель Турко скончался в Сиене в 1634 году.

## Галерея

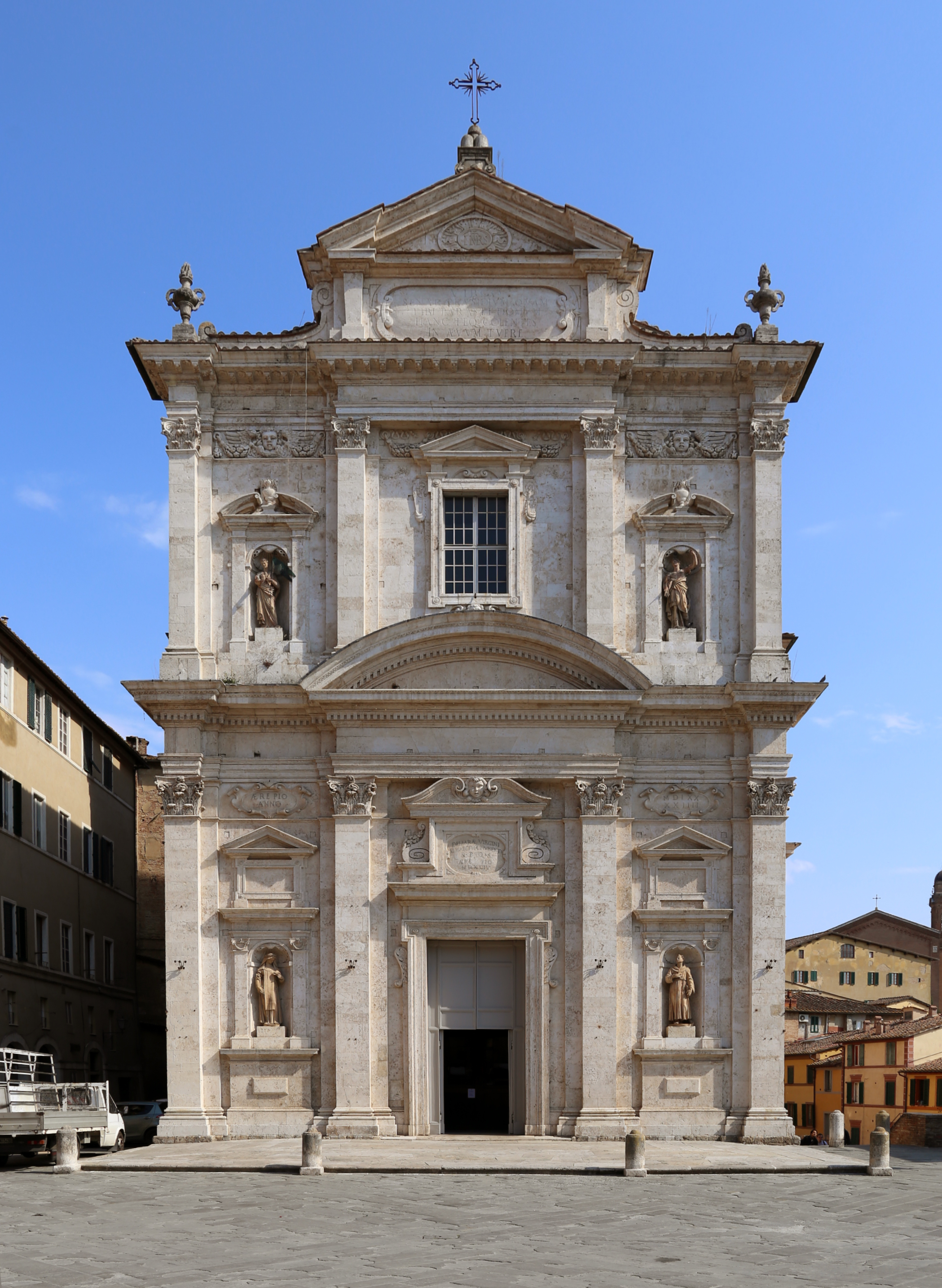
Церковь Санта-Мария-ин-Провенцано. 1595-1611. Сиена
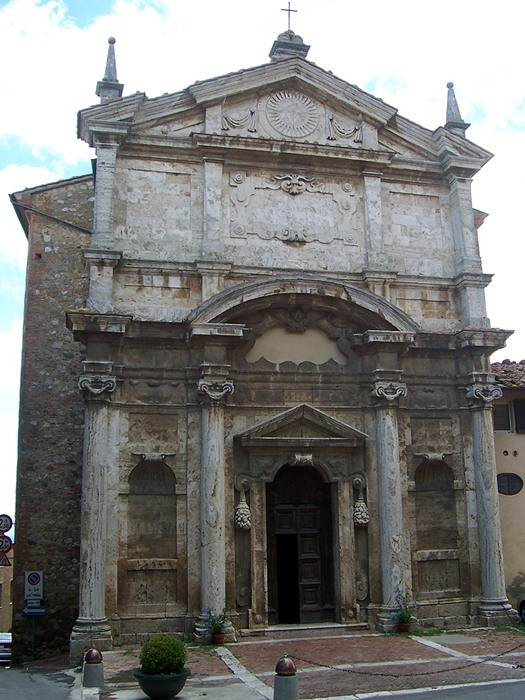
Фасад церкви Санта-Лючия (Монтепульчано). 1653
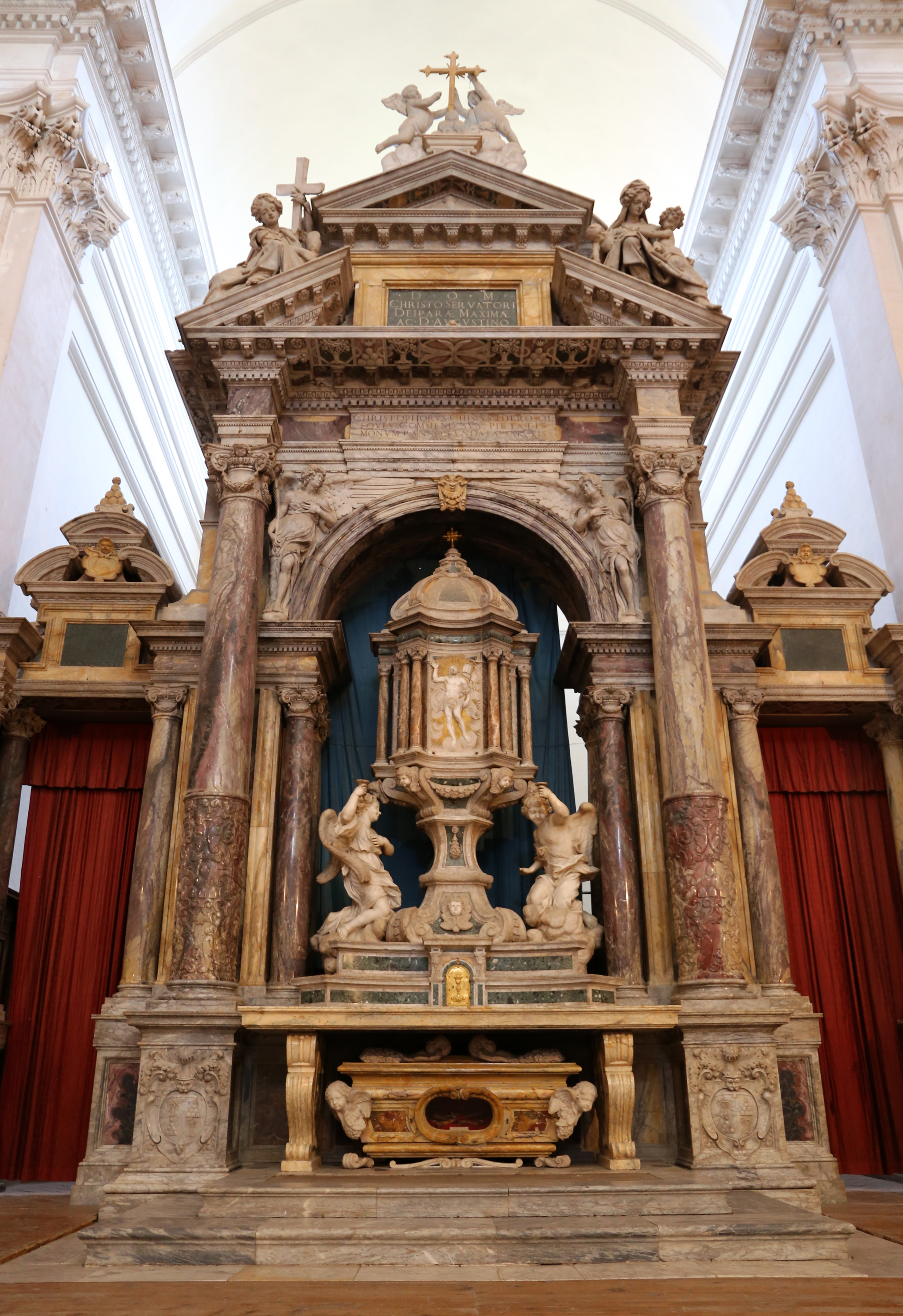
Главный алтарь церкви Сант-Агостино в Сиене. Ок. 1610
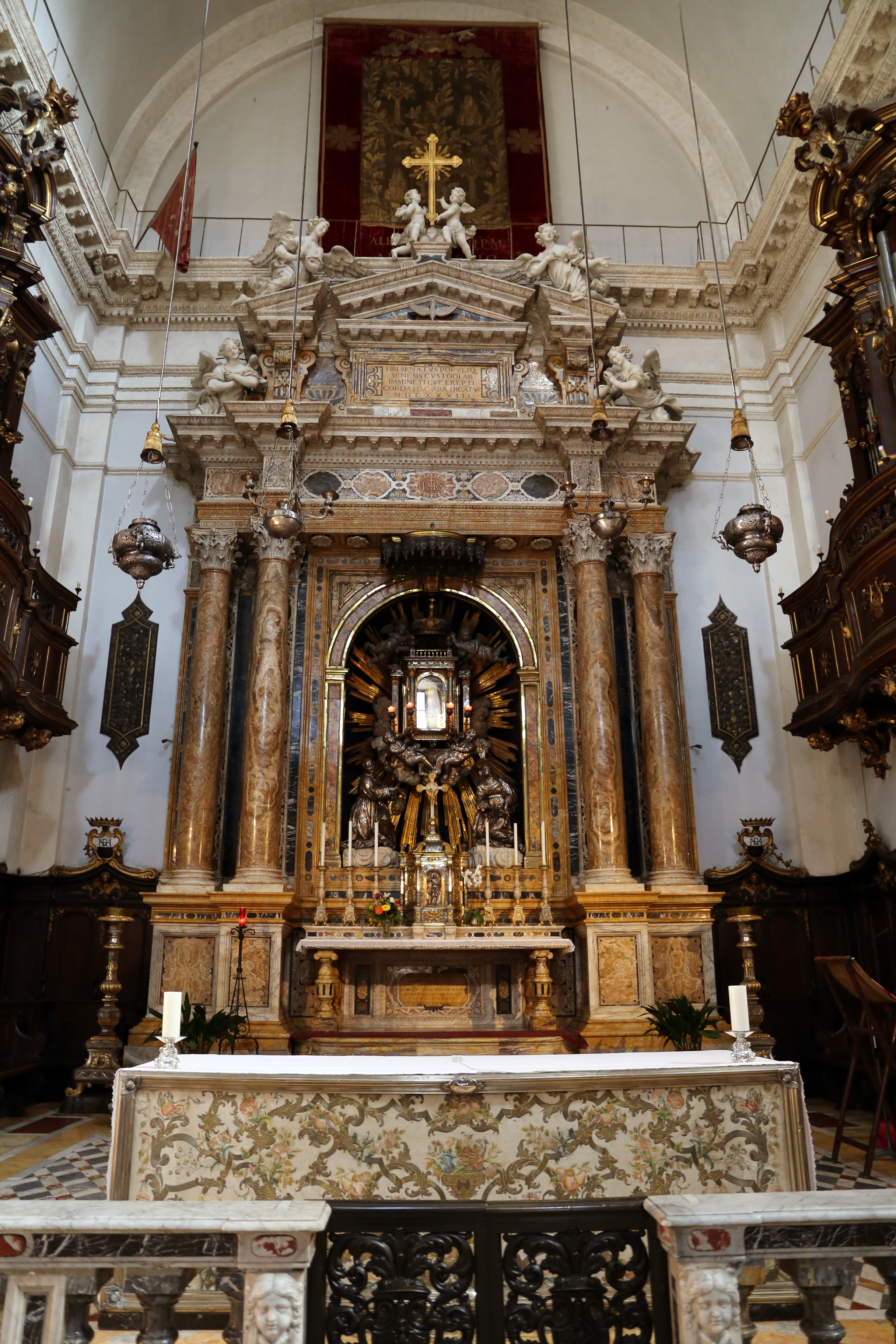
Алтарь церкви Санта-Мария-ин-Провенцано. Сиена. 1617-1631